# Czynność konwencjonalna
Czynność konwencjonalna – w ogólnej teorii prawa polega na tym, iż mocą zwyczajowo ukształtowanej lub wyraźnie ustanowionej reguły sensu – pewnej czynności psychofizycznej albo prostszej czynności konwencjonalnej przypisuje się nowy sens społeczny

## Historia pojęcia czynności konwencjonalnej
Koncepcja czynności konwencjonalnej po raz pierwszy została przedstawiona w artykule „Czynności konwencjonalne w prawie” autorstwa Zygmunta Ziembińskiego, Sławomiry Wronkowskiej, Leszka Nowaka i Macieja Zielińskiego (Studia prawnicze, Polska Akademia Nauk, Instytut Nauk Prawnych, z. 33 z 1972 r.). Następnie czynność konwencjonalna była rozwijana przez szereg autorów, wśród najważniejszych prac można wymienić: 
- Tomasz Gizbert-Studnicki, O nieważnych czynnościach prawnych w świetle koncepcji czynności konwencjonalnych[3],
- Stanisław Czepita, Reguły konstytutywne a zagadnienia prawoznawstwa[4],
- Stanisław Czepita, O pojęciu czynności konwencjonalnej i jej odmianach[5].

Należy wskazać, iż już wcześniej w polskiej teorii prawa obecny był dyskurs dotyczący podobnych konstrukcji prawoznawczych, jak chociażby koncepcja aktów tetycznych Czesława Znamierowskiego.

## Pojęcie czynności konwencjonalnej
Czynność konwencjonalna jest pojęciem języka prawniczego, nie jest zaś używane w języku prawnym (w przeciwieństwie do pojęcia czynności prawnych), oznacza ono taką czynność psychofizyczną (naturalną) albo czynność konwencjonalną niższego rzędu, której znaczenie nadane jest jej przez reguły sensu kulturowo przypisane dla tej czynności.
- Przykład: Zachowanie się człowieka uchylającego kapelusz na widok znajomej osoby (paradygmat czynności konwencjonalnej, używany w różnych formach choćby w pionierskim artykule „Czynności konwencjonalne w prawie”[2]). Zachowanie to należy odczytać jako przywitanie się przez wzgląd na reguły sensu, które został kulturowo jemu nadany, nie należy zaś odczytywać tego zachowania się jako zwykłe uchylenie kapelusza.
- Przykład: Zachowanie się człowieka polegające na spisaniu woli na wypadek śmierci. Zachowanie to należy odczytać jako wydanie testamentu, ze względu na reguły sensu, które zostały w prawie przewidziane dla dokonania takiej czynności.

### Reguły sensu czynności konwencjonalnej
Jako regułę sensu czynności konwencjonalnej należy rozumieć tę dyrektywę, zgodnie z którą danej czynności konwencjonalnej należy przypisać taki a nie inny sens kulturowy. Reguły te mogą być ustalane zarówno w sposób uwarunkowany kulturowo i nie być nigdzie spisanymi, jak i mogą też być wyrażone bezpośrednio w obowiązującym prawie.
- Przykład: Regułą sensu czynności konwencjonalnej przywitania się jest to, że zachowaniu się człowieka uchylającego kapelusz na widok znajomej osoby jest kulturowo ukształtowany w danej społeczności zwyczaj, zgodnie z którym takie właśnie zachowanie się odczytywane jest jako przywitanie się.
- Przykład: Regułą sensu czynności konwencjonalnej testowania jest to, że zachowaniu się człowieka, polegającego na spisaniu woli na wypadek śmierci jest obowiązująca w danym systemie prawnym dyrektywa określająca, że właśnie takie zachowanie się odczytywane jest jako spisanie testamentu.

### Substrat materialny czynności konwencjonalnej
Substratem materialnym czynności konwencjonalnej jest ta czynność psychofizyczna lub ta czynność konwencjonalna niższego rzędu przez wzgląd na którą należy czynności konwencjonalnej przypisać określony kulturowo sens.
- Przykład: Substratem materialnym czynności konwencjonalnej przywitania się jest zachowanie się człowieka  polegające na uchyleniu kapelusza na widok znajomej osoby, ponieważ to ta czynność psychofizyczna stoi u podstaw czynności konwencjonalnej przywitania się i to do niej odnoszą się reguły sensu tej czynności konwencjonalnej.
- Przykład: Substratem materialnym czynności konwencjonalnej testowania jest zachowanie się człowieka, polegające na spisaniu w odpowiedniej formie swojej woli na wypadek śmierci, ponieważ to ta czynności psychofizyczna stoi u podstaw czynności konwencjonalnej spisania testamentu i to do niej odnoszą się reguły sensu tej czynności konwencjonalnej.

## Czynność konwencjonalna aczynność prawna
Problematykę czynności konwencjonalnej w prawie cywilnym podejmował m.in. Zbigniew Radwański. Wskazał, iż to, że „czynności prawne stanowią rodzaj czynności konwencjonalnych, nie powinno budzić najmniejszych wątpliwości”. Reguły dokonywania czynności konwencjonalnej determinują byt tej czynności, o ile reguły te zostały spełnione. Skoro więc czynności prawne są rodzajem czynności konwencjonalnych, to do ich dokonania potrzebne jest spełnienie pewnych reguł. Reguły te decydują o ważności czynności prawnej bądź o tym, że nie została ona dokonana, a tym ostatnim wypadku, zachowanie to (niebędące czynnością prawną tego typu) może nie wywoływać właściwych dla tej czynności prawnej skutków prawnych lub może to być podstawą stwierdzenia nieważności czynności prawnej, której dokonania, to wadliwe zachowanie, sprawiało pozory. 

## Czynność konwencjonalna wgałęziach prawa

### Czynność konwencjonalna w prawie karnym
Podjęcia czynności konwencjonalnej w prawie karnym doniosłe jest głównie w przypadku prawa procesowego, bowiem w prawie materialnym nie występując normy kompetencyjne. Proces karny składa się z wielu czynności konwencjonalnych dokonywanych przez sąd oraz uczestników postępowania. Reguły sensu jakie są przypisywane tym czynnością pozwalają, aby postępowanie mogło się toczyć, ponieważ uczestnicy takiego postępowania wiedzą jaka jest ich sytuacja procesowa oraz jakich czynności muszą dokonać, a od zachowania reguł sensu czynności zależy ważność danej czynności konwencjonalnej. Wydanie wyroku przez sąd karny jest przykładem czynności konwencjonalnej doniosłej prawnie.

### Czynność konwencjonalna w prawie administracyjnym
Treść czynności konwencjonalnej w prawie administracyjnym, których dokonują organy publiczne wyznacza prawodawca. Treść ta jest elementem normy kompetencyjnej. Organy administracji publicznej muszą dokonywać pewnych czynności konwencjonalnych, z powodu istnienia normy kompetencyjnej, w odpowiedzi na zachowania innych uczestników postępowania administracyjnego.

### Czynność konwencjonalna w prawie konstytucyjnym
W prawie konstytucyjnym czynnościami konwencjonalnymi są m.in. czynność głosowania w wyborach, oddanie głosu w referendum, wniesienie skargi do Trybunału Konstytucyjnego. W wielu przepisach konstytucja odwołuje się do przepisów ustawy. Samo ustanowienie takowej ustawy (proces legislacyjny) także stanowi złożoną czynność konwencjonalną.